# Fenyő Miksa
Fenyő Miksa, született Fleischmann Miksa, írói álnevein: Dallos Ferenc, Kúthy Mihály, Balassi Menyhért, Hungaricus Viator (Mélykút, 1877. december 8. – Bécs, 1972. április 4.) író, a Nyugat alapító főszerkesztője, a GYOSZ igazgatója, mecénás, országgyűlési képviselő.

## Élete

### Mélykúti évek (1877–1883)
Bács-Bodrog vármegyében Mélykúton született (ma Bács-Kiskun megye), a zsidó származású Fleischmann Fülöp és Melczer Lujza gyermekeként. Hét gyermekük közül a legifjabbként a Fleischmann Miksa nevet kapta.
Önéletrajzában leírja, milyen csodálatos egy olyan kisvárosban születni, melynek neve „Mély kút”, egy főként katolikus közösségbe, melynek jelentős kisebbségét 25 zsidó család adja. Visszaemlékezése szerint apja nem volt vallásos ember, így őt nem befolyásolta ősei zsidó vallási örökségének követésére.
Fenyő Miksa kiskorában vonzónak találta a vasárnaponként templomba járó katolikus lányok sokrétegű színes szoknyáit. Mindamellett édesanyja komoly érdeklődéssel viseltetett a pészah és annak böjti szokásai, valamint a jom kippur tradíciói iránt.
Fenyő végül áttért a katolikus hitre, inkább a társadalmi előnyökért, semmint vallási meggyőződésből, mivel abban az időben inkább agnosztikus volt. Mindazonáltal ez egyáltalán nem segített rajta, amikor a háború utolsó hónapjaiban a nácik keresték. 1883-ban Miksa felolvasta nagyanyjának Petőfi Sándor János vitézét.

### Budapesti évek (1887–1948)
Tízéves korában édesapja beíratta a budapesti evangélikus gimnáziumba (Sütő utca 22.). Itt a diákok fele jómódú zsidó családokból került ki. Fenyő magyarból és földrajzból jeleskedett. Weil bácsikája, apai nagybátyja, szállást és ellátást biztosított számára családja kétszobás Király u. 15. alatti lakásában. Ezt az épületet, Splényi báróé lévén, Splényi Háznak nevezték. Splényi báró volt Blaha Lujza férje. Utcai szintjén ez a ház adott otthont egy éjszakai lokálnak, a „Kék macskának” is, melyet gazdag üzletemberek és nemesek látogattak. 1891-ben Miksát tanára, Lehr Albert az iskola híres Döbrentei-díjával tüntette ki a magyar nyelv mesteri műveléséért. 1892-ben elindult a Magyar Géniusz kiadása. 
1895-ben leérettségizett a központi evangélikus gimnáziumban és megkezdte tanulmányait az ELTE jogi karán. Bár viszonylag szegény volt, barátai színházi előadásokra és más kulturális eseményekre hívták meg, ahol első benyomásait szerezte a kulturális életről. Megjelent első írása a Magyar Géniuszban. Ettől kezdve cikkei, színikritikái, versei jelentek meg a Magyar Szalon-ban, a Magyar Géniusz-ban és a Budapesti Szemlé-ben. 1899-ben jogi diplomát szerzett a Budapesti Egyetem jogi karán.
1900-ban először találkozott Chorin Ferenccel, aki később meghatározó szerepet tölt be életében és karrierjében a Gyáriparosok Országos Szövetségénél. 1901-ben doktori diplomát szerzett az Budapesti Egyetem jogi karán és ügyvédként végzett. 1902-ben megalakult a Gyáriparosok Országos Szövetsége. Osvát Ernő a Magyar Géniusz szerkesztője lett. 1903-ban, 26 évesen elvette első feleségét, Schöffer Auréliát (Rellát). Első külföldi útján Bécsbe, Prágába és Berlinbe vitte feleségét nászútra. Fenyő Miksa azon próbálkozása, hogy önálló gyakorló ügyvédként keresse kenyerét, kudarcot vallott. Kis irodáját be kellett zárnia, és más ügyvédi irodáknak dolgozott. Megszűnt a Magyar Géniusz. 1904-ben született első fia, Fenyő György, aki később ismert festő lett. Titkári munkát vállalt a Gyáriparosok Országos Szövetségénél (GYOSZ-nál). 1905-ben megszületett második fia, Fenyő Iván, aki majd a Szépművészeti Múzeum egyik fontos munkatársa lett. 
Elindult a Figyelő, a Nyugat előfutára. Fenyő Miksa részt vett a Galilei Kör megalakításában, mely a keresztények és zsidók békés együttélését és egymás megismerését, megértését volt hivatott elősegíteni, elmélyíteni. 1907 utáni tíz évben sokat utazott Olaszországba, főként Velencébe és Rómába, valamint Ausztriába, Svájcba, Németországba és más szomszédos országokba, szinte mindenhová úti okmányok (útlevél) nélkül. 1908-ban Fenyő Miksa a Bristol Kávéházban megalapította a Nyugat irodalmi és kulturális folyóiratot Ignotus Hugóval, aki 1929-ig a lap főszerkesztője volt, és Osvát Ernővel, aki Fenyő Miksával együtt a lap társszerkesztője volt 1929-ben bekövetkezett öngyilkosságáig. Január 1-jén megjelent a Nyugat folyóirat első száma. A Nyugattal kapcsolatos munka oroszlán része a Szabadság Kávéházban és a New York Kávéházban zajlott. A Nyugaton keresztül a legnagyobb korabeli írók, értelmiségiek közül sokakkal megismerkedett és barátságot kötött, többek között Kaffka Margittal, Babits Mihállyal (aki később legkisebb fia, Márió keresztapja lett). Ismeretséget kötött nagy zeneszerzőkkel (Bartókkal, Kodállyal) és a kor más fontos társadalmi és politikai személyiségeivel. 
Baráti ismeretségbe került Thomas Mann-nal és Sigmund Freuddal is összefutott. 1909-ben Fenyő Miksa kulcsszerepet játszott a Nyugat Kiadó alapításában, mely negyvenéves története alatt végül mintegy 412 kötetet jelentetett meg, mindet a kor legismertebb magyar és külföldi szerzőinek tollaiból. 1910-ben megszületett lánya, Fenyő Anna (Panni). 1911-ben a Magyar Gyáripar létrehozója/alapítója, mely elődje a GYOSZ hivatalos lapjának. 1912-ben híres Casanova tanulmányát kiadta a Nyugat Kiadó, melynek Fenyő Miksa alapítója, részvényese és szerkesztője volt. Amikor 1914-ben kitört az első világháború, a Margit hídon lovas kocsin utazó Fenyő Miksát majdnem megtámadta a háború mellett tüntetők felbőszült tömege, amiért ő nem volt hajlandó csatlakozni hozzájuk. Egy ismerőse felismerte, és megmentette a veszélytől.
1915-ben kiadott egy rövid kötetet a magyar–német vámügyekről. 1917-ben az októberi orosz forradalom megrengette a világot. Ady Endre, aki már akkor nagyon rossz egészségi állapotban volt, megkérte Miksát, hogy nevezze el első unokáját róla. Első három gyermekétől nem született unokája (csak később, 1964-ben tudta beváltani ígéretét). Tavasszal a GYOSZ vezérigazgatójává nevezték ki. Most már képes volt beutazni Közép-Európát, néha a GYOSZ-nál betöltött tisztségéből kifolyólag, néha kizárólag magánemberként, szabadságát töltve. 1918-ban véget ért az első világháború. Felbomlott az Osztrák–Magyar Monarchia, és a történelmi Magyarország nagyobbik részét szomszédos országokhoz csatolták. Ady búskomorrá vált amiatt, hogy szülőföldjét és Erdélyt elválasztották Magyarországtól. Fenyő Miksát kereskedelmi miniszterré nevezték ki a tiszavirág-életű Hadik-kormányban, mely összesen 17 órán át állt fenn.
Magyarországon kitört az őszirózsás forradalom, melyet nemsokára a terror uralma követett.
1919-ben Ady Endre halála felzaklatta Fenyő Miksát, aki nemcsak rajongója és bizalmas barátja volt a költőnek, hanem Hatvany báróhoz hasonlóan a mecénása is. Az 1920-as években a GYOSZ-ban végzett munkája, a Nyugatnak szóló cikkek írása és gyermekei nevelése kötötte le. 1921-ben Fenyő Miksa rangidős munkatársként utoljára jutott kulcsszerephez a Nyugatnál, de ekkor már nem szerkesztőként. 1925-ben a Nyugat társkiadójaként játszott szerepe megszűnt. 1927-ben a volt magyar igazságügyi miniszterrel, Nagy Emillel együtt ő, mint a Gyáriparosok Országos Szövetségének vezérigazgatója, kritikát írt Magyarország túlzott megbüntetése ellen az első világháborúban játszott szerepe miatt, melynek címe „Trianon és annak hatása” (franciául és olaszul), mellyel Fenyő egyértelműen azon magyar zsidó értelmiségiek táborához csatlakozott, akik ellenzik azt az eljárást, ahogyan nagy Magyarországot feldarabolták.
1929 októberében öngyilkosságot követett el Osvát Ernő, lánya ifjúkori halála miatt érzett fájdalmában. Osvát korai halála annyira megrázta mind Fenyő Miksát, mind Ignotus Hugót, hogy attól kezdve közvetlenül nem vettek részt a Nyugat életében és irányításában. A költő, Babits Mihály vette át a főszerkesztői posztot, a társszerkesztők pedig Gellért Oszkár és Móricz Zsigmond lettek. Miksa írásai olyan lapokban tűntek fel, mint például az Esti Kurir.
1930-ban az Amerikából induló nagy gazdasági világválság hatása kiterjedt Magyarországra is, csakúgy mint a világ többi részére. A GYOSZ pedig, amely a magyar írók, értelmiségiek odaadó támogatásával már akkor nagy tiszteletet vívott ki, viszonylag hatékonyan segítette Magyarországot, hogy megküzdjön a nehéz gazdasági helyzettel. A következő évben Miksát független jelöltként országgyűlési képviselővé választották, amit a ciklus végéig (1935) töltött be. Rella, Miksa első felesége, autóbalesetet szenvedett, és ettől kezdve állandó heves fájdalmak közt kellett élnie. 1933-ban meg is halt. Sírján angyalszobor áll, melyet Beck Ö. Fülöp megbízásra készített. A szobrász egyike volt a Nyugathoz legközelebb álló művészeknek. A Gyáriparosok Országos Szövetsége jelentős szerepet játszott egy még szélsőségesebb jobboldali kormány hatalomra jutásának meghiúsításában Magyarországon, és ennek következményeként a GYOSZ-t a szélsőjobb marginalizálja és folyamatosan támadta.
1934 őszén feleségül vette Seyringer Máriát, akinek édesanyja a GYOSZ-nál volt vezető titkárnő. Mint a magyar Parlament független képviselője, egy tanulmányt fogalmazott meg és írt Hitler veszélyes európai terveiről. Az Országgyűlésben csaknem egyedül ő merte kritizálni a náci birodalmat. A Hitler-tanulmány a Nyugat Kiadónál jelent meg, és minden képviselőhöz eljuttatták. Ezért Fenyő Raoul Wallenberg után másodikként szerepelt Hitler feketelistáján az élve vagy halva, de elsőként kézre kerítendők között. 1935-ben megszületett harmadik fia, Márió. Második házasságából ő volt az első és egyetlen gyermeke. Márió szeptember 19-én a budapesti János Kórházban jött a világra. Parlamenti képviselőként Fenyő Miksának ez volt az utolsó éve. Ebben az évben bekerül a híres londoni kiadványba, a Who’s Who-ba (Ki kicsoda).
1937-ben Miksa 60. évébe lépett. Bethlen Istvánról szóló jelentős tanulmányát közreadta a Nyugat. A bécsi központú Central European Times című napilap Fenyő Miksát feltüntette évkönyvében. A terjedelmes kiadvány címe Who’s Who In Central And East Europe (Ki kicsoda Közép- és Kelet-Európában). Fenyő Miksa hivatali címe a Budapest V., Akadémia út. 1. szám alatt volt található. A Parlament zsidóellenes törvényeket fogadott el, melyek Miksa és családja életét nagyban megnehezítették, és 1943-tól már veszélyeztették is. 1938-ban Fenyő Miksa egy újabb magyarországi zsidótörvény bevezetése miatt lemondásra kényszerült a Gyáriparosok Szövetségénél betöltött vezérigazgatói tisztjéről. Fenyő Miksa és új családja a XII. kerület, Kútvölgyi út 43. szám alatt található új rezidenciájukba költözött, mely egy háromszintes villa volt  a budai hegyek oldalában, ahonnan be lehetett látni az egész várost. A villa Barát Béla építész munkája.
1939 kitört a második világháború. 1941-ben volt a Nyugat utolsó éve. Újabb zsidótörvények léptek életbe ebben és az elkövetkező évben. 1943-ban legkisebb fiát Raskó Editnél, felesége féltestvérénél és annak férjénél helyezték el. A fiúnak ettől kezdve második utónevét, a Dénest kellett használnia. Eközben Fenyő Miksa három első gyermekével és más rokonaival együtt a nácik és nyilasok elől bujkálni kényszerült.
1944-ben, amíg életben maradásáért rejtőzködött, június 22-én írni kezdte második világháborús naplóját, Az elsodort ország-ot. A nácik és nyilasok eltulajdonították Fenyő Miksa villáját, más ingatlanait és minden ingóságát is. A GYOSZ-ban és a Nyugat-ban tevékenykedő sok értelmiségi és vezető kényszerült bujdokolni, száműzetésbe menekülni, vagy gyilkosság áldozata lett. 1945. január 19-én befejezte naplója írását. Mikor véget ért a második világháború, megpróbálta feléleszteni a GYOSZ-t (a Magyar Gyáriparosok Országos Szövetségét), mint a szövetség elnöke és kereskedelmi igazgatója, de a következő három év alatt a szövetséget érő antikapitalista támadások 1948-ra annak feloszlásához vezettek. Fenyő Miksa a Singer és Wolfner ügyvezető igazgatója is volt ebben az időben, és írt a Haladás című folyóiratba. 1946-ban második világháborús naplóját, Az elsodort országot első ízben adták ki. Miksa az összes közül ezt tartotta legjobb írásának. 1948-ban menekülni kényszerült Magyarországról, miután hírét vette, hogy valamit terveznek ellene a Gyáriparosok Országos Szövetségénél betöltött szerepe miatt. Az év végére – mintegy 412 kötet kiadása után – megszűnt a Nyugat Kiadó.

### Római és párizsi évek (1948–1952)
1949-ben kedvenc városába, Rómába költözött, és rengeteg időt töltött kutatással és olvasással az Olasz Nemzeti Könyvtárban. Ben Guriontól meghívást kapott az új zsidó Izrael Állam egyik miniszteri posztjára, de elutasította az új állam megteremtését követő erőszak fölötti aggodalma és személyes érzései miatt, amiért 30 évvel azelőtt áttért a katolikus hitre. Ezzel együtt továbbra is közeli barátságot ápolt néhány kortársával, akik szerepet vállaltak az új nemzet felépítésében. 1951-ben római tartózkodása alatt befejezte első regényét, Jézus is DP volt (DP = displaced person, hontalan személy). A regényt 2006-ban adta ki az Argumentum kiadó. Haláltánc című regénye máig nem került kiadásra. Fenyő Miksa Párizsba költözött.

### New Yorkban töltött évek (1953–1969)
1953-ban ő és családja megérkezett New York városába, és itt élete hátralévő részét leginkább múltidézéssel és fia, Márió karrierjének és családi élete kibontakozásának szemlélésével töltötte. New York-i lakóhelye az East 93rd Street 26 alatt volt. Rendszeresen részt vesz az ottani Fészek Klub összejövetelein. Oda jártak barátai is, mint például Chorin Ferenc és Chorin Daisy, Weiss Manfréd családja, Szabó Gusztáv és a Soros család. 1956-ban Miksát mélyen elszomorította az 1956-os forradalom tragédiája és a sok ártatlan ember halála. 1960-ban Miksa könyvét a Nyugat történetéről kiadta a Patria Press Niagara Falls (Ontario, Kanada). 1963-ban 86 évesen kezdte írni önéletrajzát. Olaszországi úti emlékeit What Was Left Out of the Odyssey (Ami kimaradt az Odysseából) címen közzétette a müncheni Újváry Griff Kiadó. Fia, Márió 1963. május 28-án elvette Ileana Lavinia Viscal y Garrigát, a Port of San Juan kapitányának az unokáját. Ileana egy nemes katalán és egy mallorcai zsidó származású család leszármazottja volt.
1964-ben kitüntették Olaszország legmagasabb és legrangosabb irodalmi díjával, az Irodalmi Róma Irodalmi Díjjal olaszországi emlékeiről szóló útikönyvéért, az Ami kimaradt Az Odysseából-ért. 1964. július 23-án Washingtonban megszületett Miksa első unokája, Fenyő Jean-Pierre Ady (az Ady nevet Ady Endre kívánsága szerint kapta). Legjobb barátja, Chorin Ferenc (1879–1964) New Yorkban meghalt. Miksa hosszú emlékbeszédet írt Chorin Ferenc életéről. 1966 nyarán Kádár János kulturális és oktatási minisztere, Keresztury Dezső, hivatalosan budapesti látogatásra hívta Miksát. Rövid látogatása alatt a média és a közvélemény érdeklődésének középpontjába került. Vezér Erzsébet, a 20. századi magyar irodalom egyik jelentős kutatója interjút készített vele. Miksa fia, Márió történelemből doktori címet (PhD) szerzett a washingtoni American Universityn.

### A bécsi évek (1969–1972)
1969-ben Bécsbe költözött, részben a vietnámi háború elleni tiltakozásként, részben azért, hogy öreg éveire közel legyen szülőföldjéhez, Magyarországhoz. Utolsó rezidenciája a Seilerstätte 10-ben található, Bécs szívében, ugyanabban az épületben, ahol régi barátja, Litván József lakott. Az ő felesége Fenyő Ági, Fenyő Bella lánya volt. Fenyő Bella Miksa három nővérének egyike volt. 1970. október 21-én megszületett Miksa második, egyben utolsó unokája, Fenyő Gian-Carlo Babits. Augusztusban Miksa a Petőfi Irodalmi Múzeumnak ajándékozta Ady levelezéséből és (kézzel írt) verseiből álló felbecsülhetetlen értékű gyűjteményét, egy gyönyörű pasztellképet Ady feleségéről, Csinszkáról, és más, értéken felüli mementókat, melyeket ma a múzeum nagyra becsült tárgyai közé tartoznak. 
1971 nyarán Fenyő Miksa utoljára találkozott fiával, Márióval, menyével, Ileanával és két unokájával. Egy fénykép, mely a nagyapjának hegedülő kis Jean-Pierre-t ábrázolja, megjelent egy, az emigráns magyaroknak szóló újságban. 1972. április 4-én, 95 éves korában, Bécsben halt meg, utolsó Seilerstatte Strasse-i rezidenciáján. Túlélte őt második felesége, Fenyő Ria (Seyringer Mária), aki ekkor 65 éves, közös fiuk, Fenyő Márió Dénes (37), két unokája, Fenyő Jean-Pierre Ady (8) és Fenyő Gian-Carlo Babits (2), valamint első három gyermeke, Fenyő Iván, Fenyő György és Fenyő Anna (Panni). A Yale University Press kiadta Prof. Fenyő Mario Dénes Hitler, Horthy and Hungary című munkáját, melynek recenzióját halála előtt Fenyő Miksa végezte.

## Művei
- Casanova. Tanulmány; Nyugat, Bp., 1912
- A vámszövetség formái; Magyar Gyáripar, Bp., 1915
- Adatok a vámpolitikai vitához; Magyar Gyáriparosok Országos Szövetsége, Bp., 1924
- Emlékbeszéd Chorin Ferencről; Újságüzem Ny., Bp., 1925
- Nagy Emil–Fenyő Miksa: Le traité de Trianon et ses conséquences; Athenaeum, Bp., 1927
- Hungaricus Viator: The Trianon treaty and its consequences; Athenaeum, Bp., 1929
- A gyáripar a magyar termelésben. Vitairat a gyáripar védelméről és közterheiről; Globus Ny., Bp., 1931
- Hitler; Nyugat, Bp., 1934
- Bethlen István. Előadás a Cobden Szövetség Szemináriumában 1936. február 18-án; Magyar Cobden Szövetség, Bp., 1937
- Az elsodort ország. Naplójegyzetek 1944–1945-ből; Révai, Bp., 1946
- Följegyzések a "Nyugat" folyóiratról és környékéről; Pátria, Niagara Falls, 1960
- Ami kimaradt az Odysseából. Útiemlékek, önéletrajz, regény; Griff, München, 1963
- Chorin Ferenc emlékezete. 1879–1964; General Print, New York, 1964
- Feljegyzések és levelek a Nyugatról; sajtó alá rend., bev., jegyz. Vezér Erzsébet / Fenyő Miksa: Följegyzések a Nyugat folyóiratról és környékéről. Levelek; Akadémiai, Bp., 1975
- Az elsodort ország; 2. jav. kiad.; Magvető, Bp., 1986 (Tények és tanúk)
- Önéletrajzom; szöveggond. Bodri Ferenc; Argumentum, Bp., 1994 (Új magyar múzeum. Irodalmi dokumentumok gyűjteménye)
- Jézus is D. P. volt; Argumentum, Bp., 2006
- Az elsodort ország. Naplójegyzetek 1944–1945-ből; sajtó alá rend., jegyz. Schiller Erzsébet; Park, Bp., 2014